# Robert T. Clark

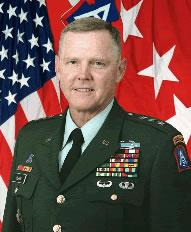
Robert T. Clerk

Robert T. Clark (* 28. August 1948) ist ein pensionierter Generalleutnant der United States Army.
Clark absolvierte die Douglas MacArthur High School in San Antonio in Texas. Über das ROTC-Programm der Texas Tech University gelangte er im Jahr 1970 in das Offizierskorps des US-Heeres. Dort wurde er als Leutnant der Infanterie zugeteilt. In der Armee durchlief er anschließend alle Offiziersränge vom Leutnant bis zum Drei-Sterne-General.
Im Lauf seiner militärischen Karriere absolvierte Robert Clark verschiedene Kurse und Schulungen. Dazu gehörten unter anderem der Infantry Officer Basic Course, der Infantry Officer Advanced Course, das Air Command and Staff College, das National War College und der Joint Flag Officer Warfighting Course. Außerdem erhielt er einen akademischen Grad von der Auburn University at Montgomery.
Clark wurde nach einer kurzen Stationierung in Fort Hood im Vietnamkrieg eingesetzt, wo er in der 1. Kavalleriedivision als Zugführer und dann als Stabsoffizier tätig war. In der Folge kommandierte er Einheiten auf fast allen militärischen Ebenen. Zwischenzeitlich diente er auch als Stabsoffizier unter anderem im Pentagon. Während des Zweiten Golfkriegs kommandierte er eine Brigade der 101. Luftlandedivision. Anschließend wurde er Stabschef dieser Division.
Nach seiner Beförderung zum Brigadegeneral wurde Clark Stabsoffizier für Operationen (G3) bei der 25. Infanteriedivision in Hawaii. Anschließend war er stellvertretender Leiter der Infantry School in Fort Benning und danach Stabsoffizier beim United States Army Training and Doctrine Command (TRADOC). Von Februar 1998 bis Juni 2000 hatte Robert Clark das Kommando über die 101. Luftlandedivision. Während dieser Zeit ereignete sich ein tragischer Mordfall in Clarks Division. Der 21-jährige Soldat Barry Winchell wurde als vermeintlich Homosexueller von deren Gegnern ermordet. Der Fall führte zu heftigen Debatten innerhalb des Militärs zum Umgang mit dem Thema Homosexualität. Robert Clark lehnte jede persönliche Verantwortung für diesen Fall und für die damals in der Division anscheinend bestehende Feindseligkeit gegenüber der Homosexualität ab. Das führte zu einer Verzögerung seiner Beförderung zum Generalleutnant.
Nach seinem Kommando über die 101. Luftlandedivision wurde Clark stellvertretender Kommandeur der 5. Armee. Nachdem er trotz großen Widerstands innerhalb und außerhalb des Militärs seine Beförderung zum Generalleutnant erhalten hatte, bekam er das Kommando über die 5. Armee, das er von 2003 bis 2006 innehatte. Anschließend ging er in den Ruhestand.

## Orden und Auszeichnungen
Robert Clerk erhielt im Lauf seiner militärischen Laufbahn unter anderem folgende Auszeichnungen:
- Army Distinguished Service Medal
- Legion of Merit
- Bronze Star Medal
- Air Medal
- Purple Heart
- Meritorious Service Medal
- Army Commendation Medal
- Combat Infantryman Badge